# Série de Taylor
Pour les articles homonymes, voir Taylor.

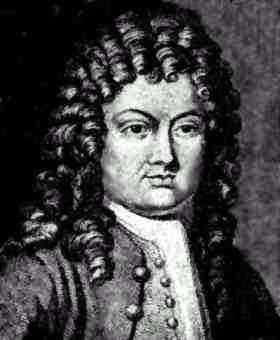
Brook Taylor, dont la série porte le nom.

En mathématiques, et plus précisément en analyse, la série de Taylor au point {\displaystyle a} d'une fonction {\displaystyle f} (réelle ou complexe) indéfiniment dérivable en ce point, appelée aussi le développement en série de Taylor de {\displaystyle f} en {\displaystyle a}, est une série entière approchant la fonction autour de {\displaystyle a}, construite à partir de {\displaystyle f} et de ses dérivées successives en {\displaystyle a}. Elles portent le nom de Brook Taylor, qui les a introduites en 1715. Dans le cas où {\displaystyle a=0}, on parle aussi de série de Maclaurin, d'après Colin Maclaurin qui a beaucoup utilisé ce cas particulier des séries de Taylor à partir du milieu du XVIIIe siècle.
La série de Taylor d'une fonction est une extension de l'approximation polynomiale d'une fonction donnée par le théorème de Taylor. Une fonction {\displaystyle f} est dite analytique en {\displaystyle a} quand cette série coïncide avec {\displaystyle f} au voisinage de {\displaystyle a}.

Pour les fonctions analytiques, dans un intervalle autour de 0, plus le degré du polynôme de Taylor augmente, plus sa courbe se rapproche de la courbe de la fonction de départ. Cette image montre la courbe de (en noir) et les approximations des polynômes de Taylor selon le degré du polynôme 1, 3, 5, 7, 9, 11 et 13.

## Principe
Soit {\displaystyle f} une fonction indéfiniment dérivable en un point {\displaystyle a}. Le développement de Taylor en ce point d'un polynôme {\displaystyle P} de degré inférieur ou égal à {\displaystyle n} est :
{\displaystyle P(X)=\sum _{k=0}^{n}{\frac {P^{(k)}(a)}{k!}}(X-a)^{k}}.
L'unique polynôme de degré inférieur ou égal à {\displaystyle n} dont les dérivées en {\displaystyle a} jusqu'à l'ordre {\displaystyle n} coïncident avec celles de la fonction {\displaystyle f} est donc :
{\displaystyle P_{n}(X)=\sum _{k=0}^{n}{\frac {f^{(k)}(a)}{k!}}(X-a)^{k}}.
On l'appelle le polynôme d'interpolation d'Hermite de {\displaystyle f} en {\displaystyle a} à l'ordre {\displaystyle n}. Ce polynôme {\displaystyle P_{n}} est aussi la partie principale du développement limité de {\displaystyle f} en {\displaystyle a} à l'ordre {\displaystyle n}, donné par la formule de Taylor.
La série de Taylor de {\displaystyle f} en {\displaystyle a} sera définie (voir infra) comme la série entière dont la {\displaystyle n}-ième somme partielle est égale à {\displaystyle P_{n}}, pour tout entier {\displaystyle n}.

## Définition
Soit {\displaystyle f} une fonction d'une variable réelle ou complexe, indéfiniment dérivable en un point {\displaystyle a}. La série de Taylor de {\displaystyle f} en ce point est la série de fonctions :
qui s'écrit sous forme synthétique :
où {\displaystyle n!} est la factorielle de {\displaystyle n} et {\displaystyle f^{(n)}} désigne la dérivée n-ième de {\displaystyle f}. 
Cette série de fonctions (convergente ou non) est une série entière de la variable {\displaystyle x-a}.
La notation a encore un sens en analyse fonctionnelle dans les algèbres normées, réelles ou complexes ; mais cette généralisation ne sera pas abordée dans cet article.
Si {\displaystyle a=0}, la série est aussi appelée la série de Maclaurin de {\displaystyle f}.

## Développements en série de Maclaurin des fonctions usuelles
Dans le tableau ci-dessous, on a utilisé les notations suivantes :
- les nombres {\displaystyle B_{2n}} apparaissant dans les développements de {\displaystyle \tan(x)} et de {\displaystyle \mathrm {th} (x)} sont les nombres de Bernoulli ;
- {\displaystyle {\alpha  \choose n}}, apparaissant dans le développement de {\displaystyle (1+x)^{\alpha }}, est un coefficient binomial (généralisé) : {\displaystyle {\alpha  \choose n}={\frac {\alpha (\alpha -1)\dots (\alpha -n+1)}{n!}}} ;
- Les nombres {\displaystyle E_{k}} dans le développement de {\displaystyle \sec(x)} sont les nombres d'Euler.

| Nom de la fonction            | Série de Maclaurin                   | Série de Maclaurin                                                                                  | Rayon de convergence                 |
| Exponentielle                 | {\displaystyle {\rm {e}}^{x}=}       | {\displaystyle \sum _{n=0}^{\infty }{\frac {x^{n}}{n!}}}                                            | Infini                               |
| Logarithme                    | {\displaystyle \ln(1+x)=}            | {\displaystyle \sum _{n=1}^{\infty }{\frac {(-1)^{n+1}}{n}}x^{n}}                                   | 1                                    |
| Somme d'une série géométrique | {\displaystyle {\frac {1}{1-x}}=}    | {\displaystyle \sum _{n=0}^{\infty }x^{n}}                                                          | 1                                    |
| Série du binôme               | {\displaystyle (1+x)^{\alpha }=}     | {\displaystyle 1+\sum _{n=1}^{\infty }{\alpha \choose n}x^{n}}                                      | 1                                    |
| Fonctions trigonométriques    | {\displaystyle \sin(x)=}             | {\displaystyle \sum _{n=0}^{\infty }{\frac {(-1)^{n}}{(2n+1)!}}x^{2n+1}}                            | Infini                               |
| Fonctions trigonométriques    | {\displaystyle \cos(x)=}             | {\displaystyle \sum _{n=0}^{\infty }{\frac {(-1)^{n}}{(2n)!}}x^{2n}}                                | Infini                               |
| Fonctions trigonométriques    | {\displaystyle \tan(x)=}             | {\displaystyle \sum _{n=1}^{\infty }\|B_{2n}\|{\frac {4^{n}(4^{n}-1)}{(2n)!}}x^{2n-1}}              | {\displaystyle {\frac {\pi }{2}}}    |
| Fonctions trigonométriques    | {\displaystyle \sec(x)=}             | {\displaystyle \sum _{n=0}^{\infty }{\frac {(-1)^{n}E_{2n}}{(2n)!}}x^{2n}}                          | {\displaystyle {\frac {\pi }{2}}}    |
| Fonctions trigonométriques    | {\displaystyle \arcsin(x)=}          | {\displaystyle \sum _{n=0}^{\infty }{\frac {(2n)!}{4^{n}(n!)^{2}(2n+1)}}x^{2n+1}}                   | 1                                    |
| Fonctions trigonométriques    | {\displaystyle \arccos(x)=}          | {\displaystyle {\frac {\pi }{2}}-\sum _{n=0}^{\infty }{\frac {(2n)!}{4^{n}(n!)^{2}(2n+1)}}x^{2n+1}} | 1                                    |
| Fonctions trigonométriques    | {\displaystyle \arctan(x)=}          | {\displaystyle \sum _{n=0}^{\infty }{\frac {(-1)^{n}}{2n+1}}x^{2n+1}}                               | 1                                    |
| Fonctions hyperboliques       | {\displaystyle \mathrm {sh} (x)=}    | {\displaystyle \sum _{n=0}^{\infty }{\frac {1}{(2n+1)!}}x^{2n+1}}                                   | Infini                               |
| Fonctions hyperboliques       | {\displaystyle \mathrm {ch} (x)=}    | {\displaystyle \sum _{n=0}^{\infty }{\frac {1}{(2n)!}}x^{2n}}                                       | Infini                               |
| Fonctions hyperboliques       | {\displaystyle \mathrm {th} (x)=}    | {\displaystyle \sum _{n=1}^{\infty }B_{2n}{\frac {4^{n}(4^{n}-1)}{(2n)!}}x^{2n-1}}                  | {\displaystyle {\frac {\pi }{2}}}    |
| Fonctions hyperboliques       | {\displaystyle \mathrm {argsh} (x)=} | {\displaystyle \sum _{n=0}^{\infty }{\frac {(-1)^{n}(2n)!}{4^{n}(n!)^{2}(2n+1)}}x^{2n+1}}           | 1                                    |
| Fonctions hyperboliques       | {\displaystyle \mathrm {argth} (x)=} | {\displaystyle \sum _{n=0}^{\infty }{\frac {1}{2n+1}}x^{2n+1}}                                      | 1                                    |
| Fonction W de Lambert         | {\displaystyle W_{0}(x)=}            | {\displaystyle \sum _{n=1}^{\infty }{\frac {(-n)^{n-1}}{n!}}x^{n}}                                  | {\displaystyle {\frac {1}{\rm {e}}}} |

## Convergence de la série de Taylor
La série de Taylor d'une fonction polynomiale n'a qu'un nombre fini de termes non nuls.
La série de Taylor est une série entière. Elle admet donc un rayon de convergence {\displaystyle R}, et sur le disque de centre {\displaystyle a} et de rayon {\displaystyle R}, la série converge normalement sur tout compact. Cependant :
- le rayon de convergence ne donne en général pas de renseignements sur la taille du domaine de définition de {\displaystyle f}[b] ;
- pour des fonctions de variable réelle, la somme de la série de Taylor de {\displaystyle f} en {\displaystyle a} sur son disque de convergence peut être différente de la fonction {\displaystyle f} ;
- pour des fonctions {\displaystyle f} de variable réelle, il peut arriver que {\displaystyle R} soit nul (la série diverge en tout point autre que l'origine), bien que {\displaystyle f} soit indéfiniment dérivable en tout point[3] ; ces deux derniers phénomènes ne peuvent se produire pour des fonctions de variable complexe.

Par exemple, si {\displaystyle f(x)=\exp(-1/x^{2})}, prolongée par continuité en 0 par {\displaystyle f(0)=0}, alors {\displaystyle f} est indéfiniment dérivable en tout point, et toutes les dérivées de {\displaystyle f} sont nulles en {\displaystyle x=0}, donc la somme de la série de Taylor de {\displaystyle f} est nulle (et son rayon de convergence est infini), alors que la fonction n'est jamais nulle, sauf en 0. Ce phénomène vient de ce que la fonction est plate (négligeable près de 0 par rapport à toute puissance de {\displaystyle x}). C'est un exemple de fonction régulière non analytique.
Si la fonction {\displaystyle f} vaut la somme de sa série entière au voisinage de {\displaystyle a}, alors on dit que {\displaystyle f} est analytique. Cette définition est valable aussi bien pour les fonctions d'une variable réelle que pour les fonctions d'une variable complexe. Toutefois, une fonction d'une variable complexe analytique est plus fréquemment dite holomorphe : pour qu'elle le soit, il suffit de la supposer dérivable. C'est un des premiers résultats de rigidité en analyse complexe. Pour une fonction entière, c'est-à-dire holomorphe sur tout le plan complexe, le développement en série de Taylor en tout point a un rayon de convergence infini et la somme de la série coïncide avec la fonction.